# Мария Казарес
Мария Казарѐс (на френски: María Casarès) е драматична и филмова актриса, чиято кариера протича във Франция, през втората половина на 20 век. Тя се отличава особено в съвременни интерпретации на класически трагедии, а също и с участията си в авангардни начинания. В ранните години е близка с Жан Вилар и с фигури от кръга на екзистенциалистите.

## Биография
Мария Казарес е дъщеря на Сантяго Касарес Кирога и Глория Перес е с галисийски произход Баща ѝ в началото на 30-те години е министър в правителството на Мануел Асаня и министър-председател на Испания в продължение на 2 месеца през 1936 година. Когато започва гражданската война, семейството напуска страната и се установява в Париж. Глория Перес, майката на Мария, умира през 1945 година.
Завършва лицей в Париж, а след това и Парижката консерватория. През 1952 става първата актриса с чужд произход, ангажирана от Комеди Франсез. В сценичната кариера и личният ѝ живот, се срещат същите имена, като особено място има това на Албер Камю; от 1944 г. до смъртта му тя поддържа връзка с него, засвидетелствана подробно в обемиста кореспонденция През 1976 се жени за Андре Шлесер и добива френско гражданство, а няколко години по-късно прави равносметка на своя живот в автобиографична книга.. Умира на 22 ноември 1996 година от рак.
През 1942 Мария Казарес година дебютира в парижкия Театър де Матюрен и в течение на повече от пет десетилетия, до последната година от живота си, участва в 120 постановки. Още в 1945 играе заедно с Жерар Филип във „Федерико“ (1945) по Мериме. Играе в още няколко постановки по Синг, Ибсен, Камю и други.
Започва филмовата си кариера с ролята на Натали в шедьовъра „Децата на рая“ (1945) на Марсел Карне. Следват роли в „Дамите от Булонския лес“ (1945) на Робер Бресон и „Пармският манастир“ (1948) на Кристиан-Жак. Участва във филмите на Жан Кокто „Орфей“ (1950) и „Завещанието на Орфей“ (1959).
Номинирана е за награда „Сезар“ за най-добра второстепенна роля за изпълнението си в „Читателката“ (1988).
През 1996 година се съгласява наградите за театър, връчвани от Асоциацията на галисийските актьори и актриси, да носят нейното име. След смъртта ѝ, нейното име носят две театрални зали и няколко учебни заведения във Франция.

## Избрана филмография
| година | филм          | оригинално заглавие    | роля         | режисьор     |
| ------ | ------------- | ---------------------- | ------------ | ------------ |
| 1945   | Децата на рая | Les Enfants du paradis | Натали       | Марсел Карне |
| 1959   | Макбет        | Macbeth                | Лейди Макбет | Клод Барма   |